# Баритон
Баритон је тип мушког гласа који се налази између баса и тенора. Он је најчешћи мушки глас.  Оригинално са Грчког βαρυτονος, значи дубоко (или тешко) звучна музика за овај глас обично писана у распону од другог Ф испод малог C до Ф изнад средњег C (тј. Ф2-Ф4) у оперској музици, иако може бити проширен у било који крај. Он је једна октава ниже мецо-сопран вокалног ранга код жена и неких мушкараца.
Појам баритон је први пут употребљен у петнаестом веку, у време петогласја и шестогласја, када је стандардизовано четворогласје, баритонова деоница је испуштена, па су певачи с урођеним баритоном били приморани да се приклоне или басу или тенору.